# Gary Hershberger
Gary Hershberger, nato Garrison Hershberger (Pasadena, 5 aprile 1964), è un attore e sceneggiatore statunitense.

## Biografia
Attore professionista dal 1985, dopo diverse apparizioni televisive, tra cui la commedia Free Ride, nel 1987 ottiene la prima scrittura importante grazie al film Affittasi ladra. Nel 1988 si aggiudica la parte del tenente Wilkins nel film per la televisione Perry Mason: Un fotogramma dal cielo.
La sua notorietà è comunque dovuta al ruolo di Mike Nelson ne I segreti di Twin Peaks, personaggio che peraltro reinterpreta anche nel prequel Fuoco cammina con me. Nel 1992 partecipa al film I signori della truffa di Phil Alden Robinson.
Tra il 2001 e il 2002 interpreta Matthew Giraldi in otto episodi di Six Feet Under. Tra il 2005 e il 2007 partecipa come guest star a The O.C. e Grey's Anatomy. Ha partecipato anche a tre episodi de La signora in giallo e a uno di Colombo.

## Filmografia parziale

### Cinema
- My Man Adam, regia di Roger L. Simon (1985)
- Paradise Motel, regia di Cary Medoway (1985)
- Free Ride, regia di Tom Trbovich (1986)
- Affittasi ladra (Burglar), regia di Hugh Wilson (1987)
- Attacco alla base militare Gloria (Siege of Firebase Gloria), regia di Brian Trenchard-Smith (1989)
- Fuoco cammina con me (Twin Peaks: Fire Walk with Me), regia di David Lynch (1992)
- I signori della truffa (Sneakers), regia di Phil Alden Robinson (1992)
- Last Resort (Sneakers), regia di Lyman Dayton (1996)
- Un uomo un eroe (One Man's Hero), regia di Lance Hool (1999)
- Deep Core 2000 (Deep Core), regia di Rodney McDonald (2000)
- New Alcatraz, regia di Phillip J. Roth (2001)
- Magnificent Desolation: Walking on the Moon 3D, regia di Mark Cowen – cortometraggio (2005)
- Twin Peaks: The Missing Pieces, regia di David Lynch (2014)

### Televisione
- Summer, regia di Allan Arkush – film TV (1984)
- Supercar (Knight Rider) – serie TV, episodio 4x06 (1985)
- Un salto nel buio (Tales from the Darkside) – serie TV, episodio 2x11 (1985)
- Autostop per il cielo (Highway to Heaven) – serie TV, episodio 3x09 (1986)
- La signora di Beverly Hills (Beverly Hills Madam), regia di Harvey Hart – film TV (1986)
- Le radici dell'odio (Into the Homeland), regia di Lesli Linka Glatter – film TV (1987)
- Tonight's the Night, regia di Bobby Roth – film TV (1987)
- I quattro della scuola di polizia (21 Jump Street) – serie TV, episodio 3x06 (1988)
- Perry Mason: Un fotogramma dal cielo (Perry Mason: The Case of the Avenging Ace), regia di Christian I. Nyby II – film TV (1988)
- Terrorist on Trial: The United States vs. Salim Ajami, regia di Jeff Bleckner – film TV (1988)
- China Beach – serie TV, 1 episodi (1989)
- Coach – serie TV, 1 episodio (1989)
- I segreti di Twin Peaks (Twin Peaks) – serie TV, 13 episodi (1989-1991)
- Colombo (Columbo) – serie TV, episodio 10x01 (1990)
- The Heroes of Desert Storm, regia di Don Ohlmeyer – film TV (1991)
- Class of '96 – serie TV, 3 episodi (1993)
- La signora in giallo (Murder, She Wrote) – serie TV, 3 episodi (1993-1996)
- Renegade – serie TV, episodio 2x17 (1994)
- L'uomo sbagliato (Sleeping with the Devil), regia di William A. Graham – film TV (1997)
- Cupid – serie TV, 1 episodio (1998-1999)
- Insieme per sempre (Forever Love), regia di Michael Switzer – film TV (1998)
- JAG - Avvocati in divisa (JAG) – serie TV, 2 episodi (1998-2000)
- Pacific Blue – serie TV, 2 episodi (1999)
- Più forte ragazzi (Martial Law) – serie TV, episodio 1x17 (1999)
- Chicago Hope – serie TV, 1 episodio (2000)
- West Wing - Tutti gli uomini del Presidente (The West Wing) – serie TV, episodio 2x01 (2000)
- In tribunale con Lynn (Family Law) – serie TV, episodio 3x07 (2000)
- Six Feet Under – serie TV, 8 episodi (2001-2002)
- Century City – serie TV, 1 episodio (2004)
- The O.C. – serie TV, episodio 2x20 (2005)
- Grey's Anatomy – serie TV, episodi 3x22-3x23 (2007)
- Big Love – serie TV, episodio 5x01 (2011)
- Lo spettacolo del Natale (The Christmas Pageant), regia di David S. Cass Sr. – film TV (2011)
- Blackout – miniserie TV, episodio 1 (2012)
- The Whispers – serie TV, episodio 1x01 (2015)
- Twin Peaks – serie TV, episodio 3x05 (2017)

## Doppiatori italiani
Nelle versioni in italiano delle opere in cui ha recitato, Gary Hershberger è stato doppiato da:
- Danilo De Girolamo in Twin Peaks, Fuoco cammina con me
- Simone Mori ne I signori della truffa
- Francesco Bulckaen ne La signora in giallo (ep. 10x03, 12x16)
- Mauro Gravina ne La signora in giallo (ep. 11x06)
- Giuliano Bonetto in Big Love
- Alberto Angrisano in The O.C.
- Massimo De Ambrosis in Twin Peaks (2017)